# Manutjar Kvirkvelia
Manutjar Kvirkvelia, född den 12 oktober 1978 i Ozurgeti, Georgien, är en georgisk brottare som tog OS-guld i welterviktsbrottning i den grekisk-romerska klassen 2008 i Peking.